# ساوامورا سونوجو
ساوامورا سونوجو (به ژاپنی: 沢村惣之丞); ۱ ژانویهٔ ۱۸۴۳ – ۱۸ فوریهٔ ۱۸۶۸) سامورایی در قلمروی توسا، اهل ژاپن بود. وی برای پیوستن به جنبش اصلاحات ابتدا همراه با کوماتسو کیوکادو از ولایت توسا فرار کرد اما دستگیر شد. برای بار دوم در سال ۱۸۶۲ به همراه ساکاموتو ریوما از توسا فرار کرد.